# AS 23 Sofia
El AS 23 Sofia fue un equipo de fútbol de Bulgaria que alguna vez jugó en la Liga Profesional de Bulgaria, la máxima categoría de fútbol en el país.

## Historia
Fue fundado el 28 de octubre de 1923 en la capital Sofía tras la fusión de los equipos Athletic Sofía, Slava Sofía y OSC Sofía con el nombre OSCA Slava 23 y su primer presidente fue Nikola Karagyosov.
A inicios de la década de los años 1930 ganó el título de la región de Sofía, el cual era como el torneo nacional, así como llegó a la Copa de Bulgaria, pero en la década de los años 1940s la mayoría de sus jugadores fueron reclutados por el ejército y terminaron en quinto lugar de la liga regional, pero volvieron a ganar la copa.
El club desaparece el 9 de noviembre de 1944 luego de fusionarse con el Shipka-Pobeda y el Spartak Poduene para dar origen al Chavdar Sofia, el club predecesor del PFC CSKA Sofia.
El club solo militó dos temporadas en la Liga Profesional de Bulgaria, en donde disputó 36 partidos con 19 victorias, 3 empates y 14 derrotas, anotó 79 goles y recibió 52.

## Palmarés
- Bulgarian State Football Championship (1): 1931
- Bulgarian Cup (2): 1941